# Liste der denkmalgeschützten Objekte in Thal (Steiermark)
Die Liste der denkmalgeschützten Objekte in Thal enthält die 13 denkmalgeschützten, unbeweglichen Objekte der Gemeinde Thal im steirischen Bezirk Graz-Umgebung.

## Denkmäler
| Foto |                 | Denkmal | Standort                                       | Beschreibung | Metadaten |
| ---- | --------------- | --- | ---------------------------------------------- | --- | --- |
| ja   | Datei hochladen | Bildstock HERIS-ID: 96398 Objekt-ID: 111891                                                                    | Am Kirchberg 1 Standort KG: Thal               | | BDA-Hist.: Q37767885 Status: § 2a Stand der BDA-Liste: 2025-06-30 Name: Bildstock GstNr.: 581/1                                                                                  |
| ja   | Datei hochladen | Burgruine Thalberg (Unterthal) HERIS-ID: 37521 Objekt-ID: 36700                                                | Forsthausweg 1 Standort KG: Thal               | Die Burg stammt aus dem 13. Jahrhundert und wurde später ausgebaut. Aus dieser Zeit stammt der rechteckige Turmbau mit Ringmauer. Zu Beginn des 17. Jahrhunderts wurden Basteien angebaut, von denen ein Rundturm im Westen erhalten ist. Die Burg verlor Mitte des 17. Jahrhunderts ihre militärische Bedeutung und wurde aufgegeben, lediglich der Rundturm ist bewohnt. | BDA-Hist.: Q1014342 Status: Bescheid Stand der BDA-Liste: 2025-06-30 Name: Burgruine Thalberg (Unterthal) GstNr.: 1204/1, 1204/2, 1438/1, 1438/2 Burg Unterthal                  |
| ja   | Datei hochladen | Land- und forstwirtschaftliche Fachschule Grottenhof-Hardt („Harterschlössl“) HERIS-ID: 51912 Objekt-ID: 57732 | Hardter Straße 27 Standort KG: Thal            | Das Schloss wurde im 16. Jahrhundert anstelle eines Ansitzes aus dem 12. oder 13. Jahrhundert erbaut und im 19. Jahrhundert durch die Besitzerfamilie Reininghaus erweitert. Der Bau ist mit einem viereckigen Turm erhöht. Es diente bis 2019 als Nebensitz der Landwirtschaftlichen Fachschule. | BDA-Hist.: Q21871572 Status: § 2a Stand der BDA-Liste: 2025-06-30 Name: Land- und forstwirtschafliche Fachschule Grottenhof-Hardt („Harterschlössl“) GstNr.: .296 Harterschlössl |
| ja   | Datei hochladen | Wirtschaftsgebäude HERIS-ID: 96388 Objekt-ID: 111879                                                           | bei Hardter Straße 27 Standort KG: Thal        | Der zweigeschoßige Wirtschaftstrakt aus dem 19. Jahrhundert, im Verband des Harterschlössls, ist durch einen Schopfwalmgiebel abgeschlossen. Er hat eine schlichte Fassadengliederung mit horizontalem Putzband zwischen den beiden Geschoßen, im Erdgeschoß flache Tonnengewölbe zwischen Gurtbögen. | BDA-Hist.: Q37767861 Status: § 2a Stand der BDA-Liste: 2025-06-30 Name: Wirtschaftsgebäude GstNr.: .296 Wirtschaftsgebäude Grottenhof-Hardt                                      |
| ja   | Datei hochladen | Brunnen HERIS-ID: 96291 Objekt-ID: 111774                                                                      | bei Hardter Straße 27 Standort KG: Thal        | | BDA-Hist.: Q37767714 Status: § 2a Stand der BDA-Liste: 2025-06-30 Name: Brunnen GstNr.: .296                                                                                     |
| ja   | Datei hochladen | Kapelle HERIS-ID: 96306 Objekt-ID: 111789                                                                      | bei Hardter Straße 27 Standort KG: Thal        | Die Kapelle weist Wandreliefs von Alfred Schlosser aus dem Jahr 1967 auf. | BDA-Hist.: Q37767723 Status: § 2a Stand der BDA-Liste: 2025-06-30 Name: Kapelle GstNr.: 1446 Chapel at Harterschlössl                                                            |
| ja   | Datei hochladen | Skulptur Rehe HERIS-ID: 96385 Objekt-ID: 111876                                                                | bei Hardter Straße 27 Standort KG: Thal        | | BDA-Hist.: Q37767849 Status: § 2a Stand der BDA-Liste: 2025-06-30 Name: Skulptur Rehe GstNr.: .296                                                                               |
| ja   | Datei hochladen | Schloss Oberthal (Thal) HERIS-ID: 37470 Objekt-ID: 36632                                                       | Schlossallee 2 Standort KG: Thal               | Das Schloss geht auf das 16. Jahrhundert zurück, wurde aber mehrfach umgebaut, zuletzt im 2. Viertel des 20. Jahrhunderts. Das Schloss ist eine vierflügelige Anlage, im Hof befinden sich an drei Seiten dreigeschoßige Säulenarkaden und ein Poral, das mit 1563 datiert ist. An der Nordseite des Schlosses treten zwei achteckige Türme, deren Aussehen aus dem frühen 19. Jahrhundert stammt, deutlich hervor. Die Einfahrtsbauten im Stil der Windsor-Gotik stammen aus dem späteren 19. Jahrhundert. | BDA-Hist.: Q2242802 Status: Bescheid Stand der BDA-Liste: 2025-06-30 Name: Schloss Oberthal (Thal) GstNr.: .124/1 Schloss Oberthal                                               |
| ja   | Datei hochladen | Grabhügel beim Schloss Hart im Stockerwald HERIS-ID: 60145 Objekt-ID: 72077                                    | Stockerwald Standort KG: Thal                  | Die Hügelgräber aus römischer Zeit wurden um 1880 entdeckt, weitere werden vermutet. | BDA-Hist.: Q38090423 Status: Bescheid Stand der BDA-Liste: 2025-06-30 Name: Grabhügel beim Schloss Hart im Stockerwald GstNr.: 1265/1, 1267 Grabhügel im Stockerwald             |
| ja   | Datei hochladen | Bildstock HERIS-ID: 96391 Objekt-ID: 111882                                                                    | Thal-Hardt Standort KG: Thal                   | | BDA-Hist.: Q37767874 Status: § 2a Stand der BDA-Liste: 2025-06-30 Name: Bildstock GstNr.: 1313/2 Petrusbildstock, Hardt                                                          |
| ja   | Datei hochladen | Kath. Pfarrkirche hl. Jakobus der Ältere und ehem. Friedhof HERIS-ID: 41642 Objekt-ID: 42186                   | Thal-Kirchberg Standort KG: Thal               | Die Pfarrkirche wurde 1322 urkundlich erwähnt, der ältere Teil des heutigen Baus stammt aus dem 18. Jahrhundert, besteht aus einem niedrigen Schiff mit Kreuzgratgewölbe und einem spitzen Turm. 1992–1994 wurde ein Neubau angefügt, in den die alte Kirche integriert wurde. Architekt war Manfred Fuchsbichler, die künstlerische Gestaltung übernahm Ernst Fuchs. Der Grundriss ist trapezförmig, dominierendes Element sind die drei verschieden großen Satteldächer.                                  | BDA-Hist.: Q1509705 Status: § 2a Stand der BDA-Liste: 2025-06-30 Name: Kath. Pfarrkirche hl. Jakobus der Ältere und ehem. Friedhof GstNr.: 585/1 Pfarrkirche Sankt Jakob in Thal |
| ja   | Datei hochladen | Bildstock HERIS-ID: 96426 Objekt-ID: 111920                                                                    | Weingartenweg 2, in der Nähe Standort KG: Thal | | BDA-Hist.: Q37767918 Status: § 2a Stand der BDA-Liste: 2025-06-30 Name: Bildstock GstNr.: 168/2                                                                                  |
| ja   | Datei hochladen | Figurenbildstock, Anna Selbdritt HERIS-ID: 110591 Objekt-ID: 128298                                            | Standort KG: Thal                              | | BDA-Hist.: Q37819677 Status: § 2a Stand der BDA-Liste: 2025-06-30 Name: Figurenbildstock, Anna Selbdritt GstNr.: .221/2 Anna Selbdritt, Hardt                                    |

## Ehemalige Denkmäler
| Foto |                 | Denkmal                                                             | Standort                           | Beschreibung | Metadaten |
| ---- | --------------- | ------------------------------------------------------------------- | ---------------------------------- | ------------ | --- |
| ja   | Datei hochladen | Pfarrhof und Wirtschaftsgebäude/Pfarrsaal Objekt-ID: 111890bis 2016 | Thal-Kirchberg 1 Standort KG: Thal |              | BDA-Hist.: Q106670023 Status: § 2a Stand der BDA-Liste: 2016-06-21 Name: Pfarrhof und Wirtschaftsgebäude/Pfarrsaal GstNr.: .154 Pfarrhof Thal bei Graz |